# Poetas andaluces
«Poetas andaluces» es el título de una canción grabada por el grupo español Aguaviva en 1969.

## Descripción
Con fondo de guitarra andaluza, la voz del solista masculino (José Antonio Muñoz) recita versos de Rafael Alberti, con réplica primero de un coro femenino y después de un coro mixto. Está considerado un clásico de la música española contemporánea.
La letra retoma los versos escritos por Alberti en 1950 en el poema Balada para los poetas andaluces. Se trata de una crítica soterrada a los poetas andaluces del momento por no alzar su voz frente a las injusticias que se vivían en la España de la época. Dos de los componentes de la banda, José Antonio Muñoz y Manolo Díaz se desplazaron a Roma, donde vivía exiliado el escritor, para recabar su permiso para utilizar sus palabras en la canción. Alberti opuso inicial resistencia, ya que la crítica contenida en su texto ya había perdido vigencia, pues habían transcurrido 20 años desde que fue escrita, a lo largo de los cuales ya se habían alzado voces condenando la depauperación y las injusticias del país. Pero finalmente consintió, siempre que se especificara que la letra había sido escrita en 1950.
El tema, pese a contener versos de un autor en aquel momento proscrito en España, logró superar la censura del momento, pese a que algún comentarista radiofónico del momento, aun proclamó que no se había hecho una guerra (civil española) para oír la voz de un comunista en la radio de España.
Editada en formato sencillo, con el tema Cantaré en la cara B.
La canción tuvo un enorme éxito  tanto en España como en los mercados internacionales, especialmente el italiano, en el que llegó a situarse en las listas de los más vendidos.